# Nisia carolinensis
Nisia carolinensis är en insektsart som beskrevs av Ronald Gordon Fennah 1971. Nisia carolinensis ingår i släktet Nisia och familjen Meenoplidae. Inga underarter finns listade i Catalogue of Life.